# برگشت به‌موقع
برگشت به‌موقع آهنگی است از رپر کوبایی-آمریکایی، پیت‌بول، که در ۲۶ مارس ۲۰۱۲ توسط شرکت‌های پالاگراندز، آر سی ای و آقای ۳۰۵ پخش و منتشر شد. سبک این آهنگ دنس پاپ، دابستپ و هیپ هاوس می‌باشد و ترانه‌سراهای آن پرز، مار کینچن، دی جی بیگ سینپ، دی جی بادها، میکی و سیلویا و الاس مک دانیل می‌باشند و توسط مارک کینچن، دی جی بیگ سینپ و دی جی بادها تهیه شده‌است.
همچنین این آهنگ، تک‌آهنگ فیلم مردان سیاه‌پوش ۳ است.